# Ichneumon balteatus
Ichneumon balteatus là một loài tò vò trong họ Ichneumonidae.